# Microcar (Automarke)
Microcar war eine Marke für Automobile der französischen Groupe Ligier, speziell für führerscheinlose Leichtfahrzeuge. Ursprünglich war Microcar ein eigenständiger Hersteller, der 2014 mit Automobiles Ligier verschmolzen wurde. Seither wurde Microcar als eigene Marke weiter geführt. Zum Ende des Jahres 2024 stellte Ligier die Marke Microcar ein, um seine Geschäftsaktivitäten auf die Hauptmarke Ligier zu konzentrieren und schloss in der Folge Anfang 2025 das Microcar-Werk in Boufféré nahe Montaigu.

## Markengeschichte
Der Boothersteller Constructions Nautiques Jeanneau aus Les Herbiers begann 1980 mit der Produktion von Leichtfahrzeugen. Dazu wurde das Modell von Mini-Cat übernommen und verbessert. Im selben Jahr wurden Fahrzeuge auf dem Pariser Autosalon präsentiert. Weitere Firmierungen waren Microcar sarl ab 1988 und Jeanneau New Co. ab 1997, beide weiterhin in Les Herbiers. Eine andere Quelle nennt ohne Jahresangabe noch Microcar SAS aus Montaigu. Im Jahr 1995 wurde Jeanneau samt Microcar als „Jeanneau Newco“ vom Yachthersteller Bénéteau übernommen. Unter dessen Dach wuchsen die Umsätze von 100 Mio. (1996/97) auf 250 Mio. FRF im Geschäftsjahr 1998/99. Das Wachstum führte zur Auslagerung der Produktion aus dem Werk in Les Herbiers in ein neues Werk im nahegelegenen Boufféré (seit 2019 Teil von Montaigu-Vendée), das im Jahr 2000 mit rund 150 Mitarbeitern eröffnet wurde. Im April 2008 wurde das Unternehmen an den Konkurrenten Ligier verkauft. Die Unternehmen waren hinter Aixam die Nummer 2 und 3 im Segment der französischen Leichtkraftwagen-Hersteller. 2014 wurde Microcar mit Ligier zur Groupe Ligier fusioniert und als Unternehmen gelöscht. Seither war Microcar wie Ligier und Ligier Professional eine Marke des Unternehmens Groupe Ligier.

## Fahrzeuge
Die Typenpalette bestand aus dem MC 1 (2,80 m lang) für zwei Personen und dem MC 2 (3,10 m lang) für vier Personen bzw. mehr Gepäck. Beide Fahrzeuge sind 1,49 m breit und 1,42 m hoch, haben Frontantrieb und ein vollautomatisches Getriebe.
Als Leichtkraftfahrzeuge wurden sie mit Dieselmotor ausgerüstet. Zur Wahl stand ein Motor von Lombardini mit 505 cm³ Hubraum und ein Motor von Yanmar mit 523 cm³ Hubraum. Die Motoren leisteten 4 kW. Der Yanmar-Motor hatte einen höheren Verbrauch, aber auch ein höheres Drehmoment. Die Höchstgeschwindigkeit war mit 45 km/h angegeben.
Der MC 2 konnte auch mit einem Viertakt-Ottomotor mit 505 cm³ Hubraum und 15 kW von Lombardini ausgerüstet werden, zählte dann aber nicht zu den Leichtkraftfahrzeugen, sondern unterlag den Bestimmungen für normale PKWs mit der Fahrerlaubnisklasse B. Mit diesem Motor betrug die Höchstgeschwindigkeit 115 km/h.
Als Leichtkraftfahrzeug konnte das Microcar in Deutschland mit der Fahrerlaubnis Klasse AM gefahren werden. Die alten Mopedklassen 4 und 5 von vor 1989 konnten bei den Führerscheinstellen in Klasse AM umgeschrieben werden.

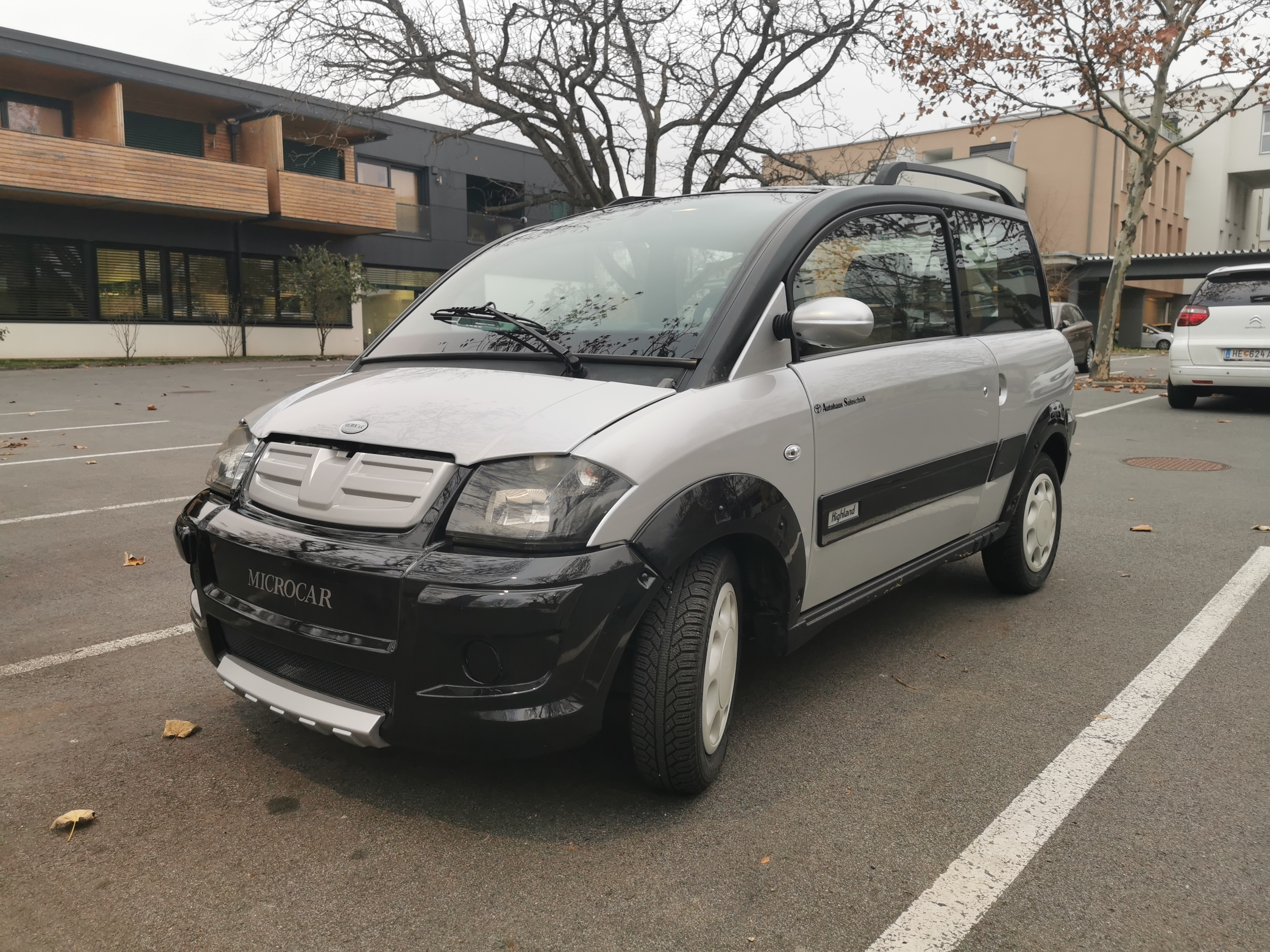
MC2 Campus Type 2
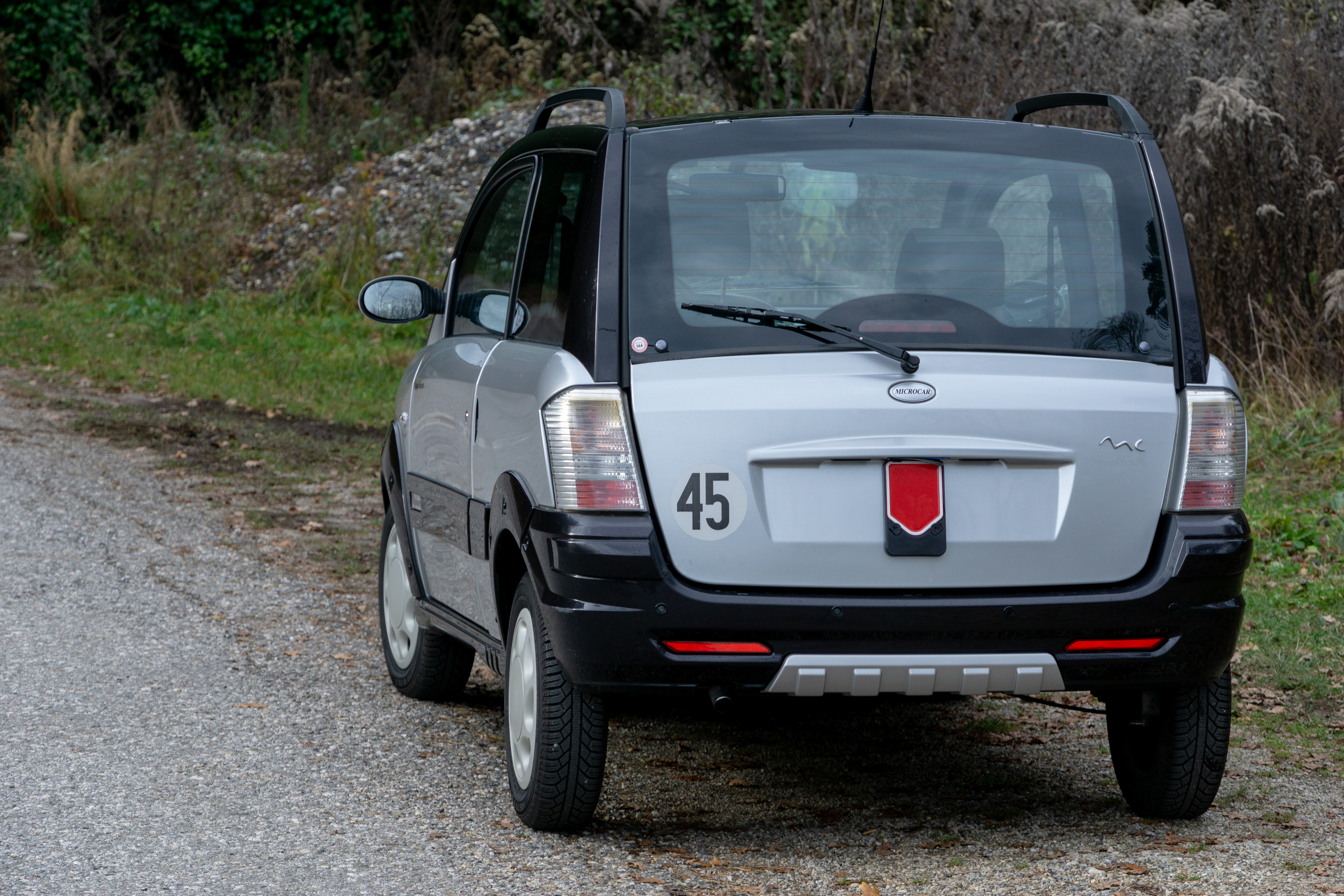
MC2 Campus Type 2 Heck
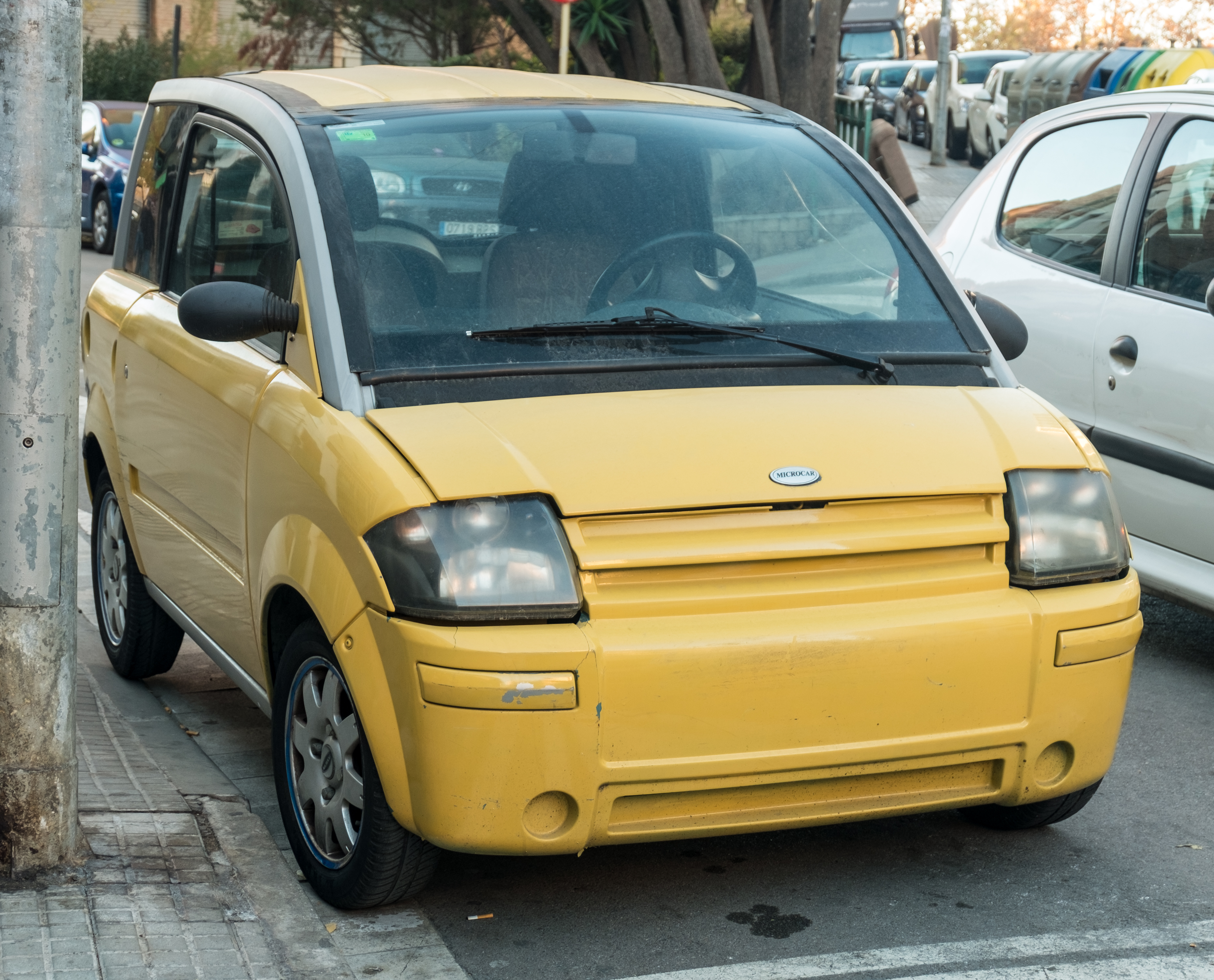
MC1 Type 1
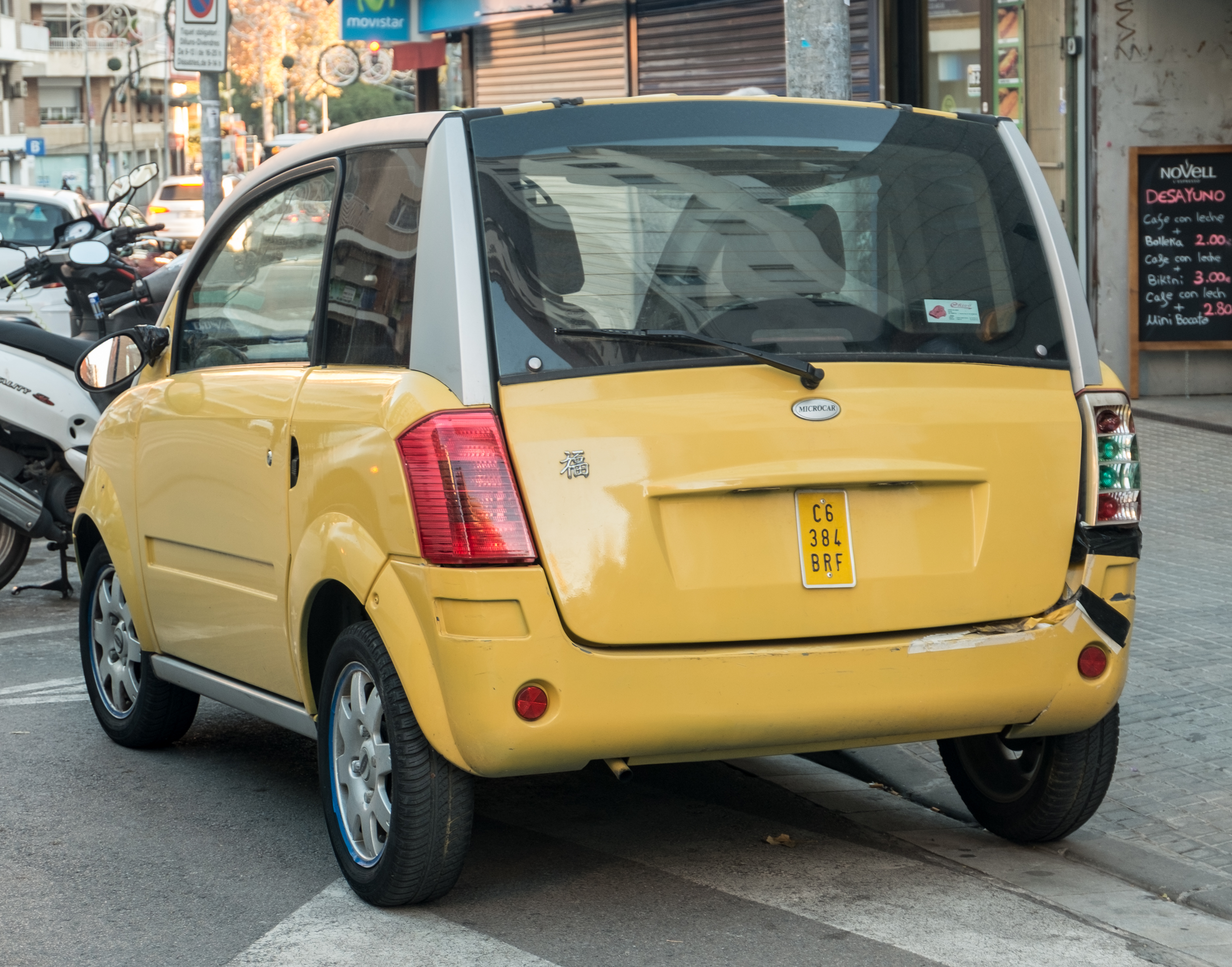
MC1 Type 1 Heck
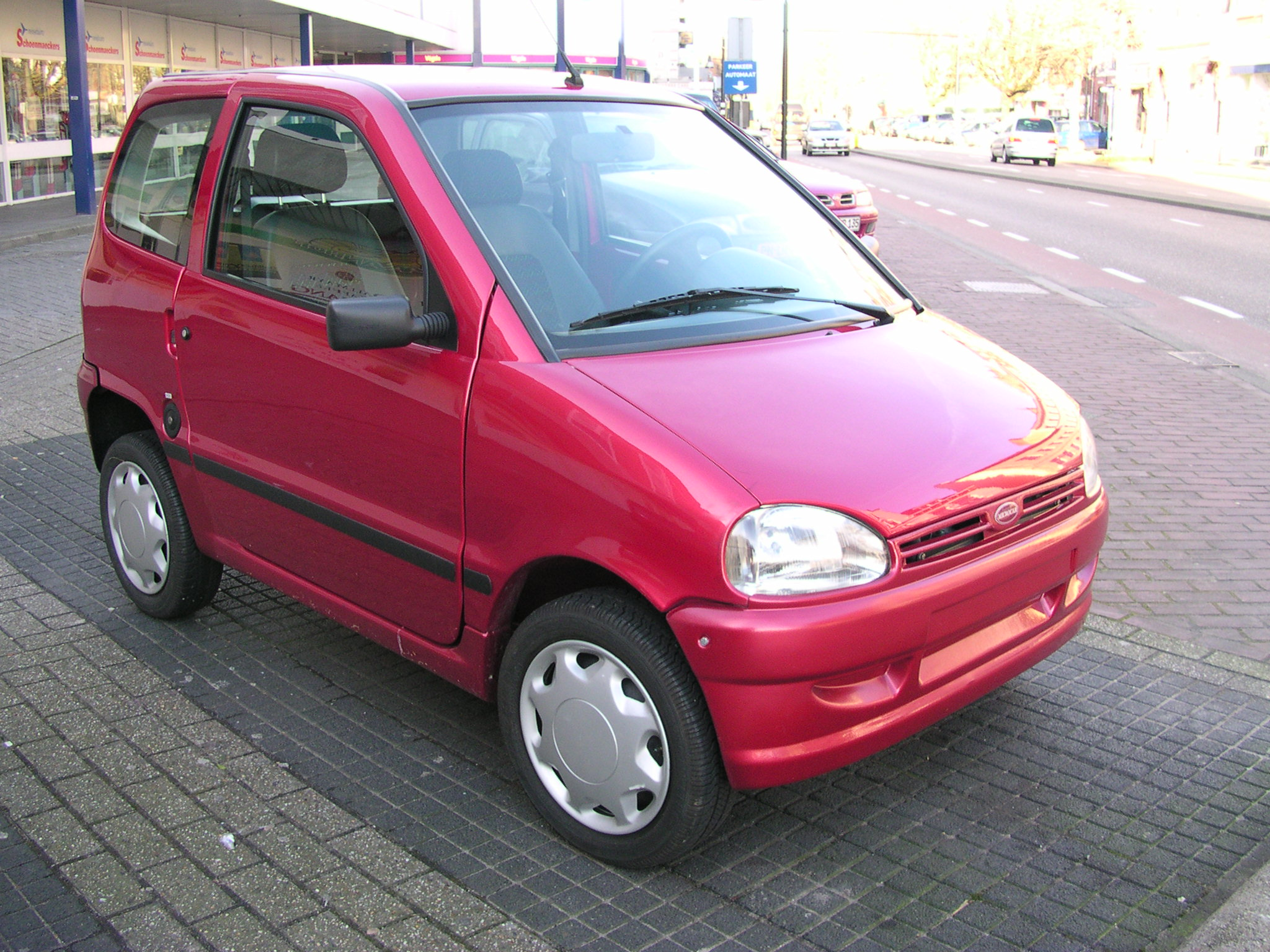
Virgo
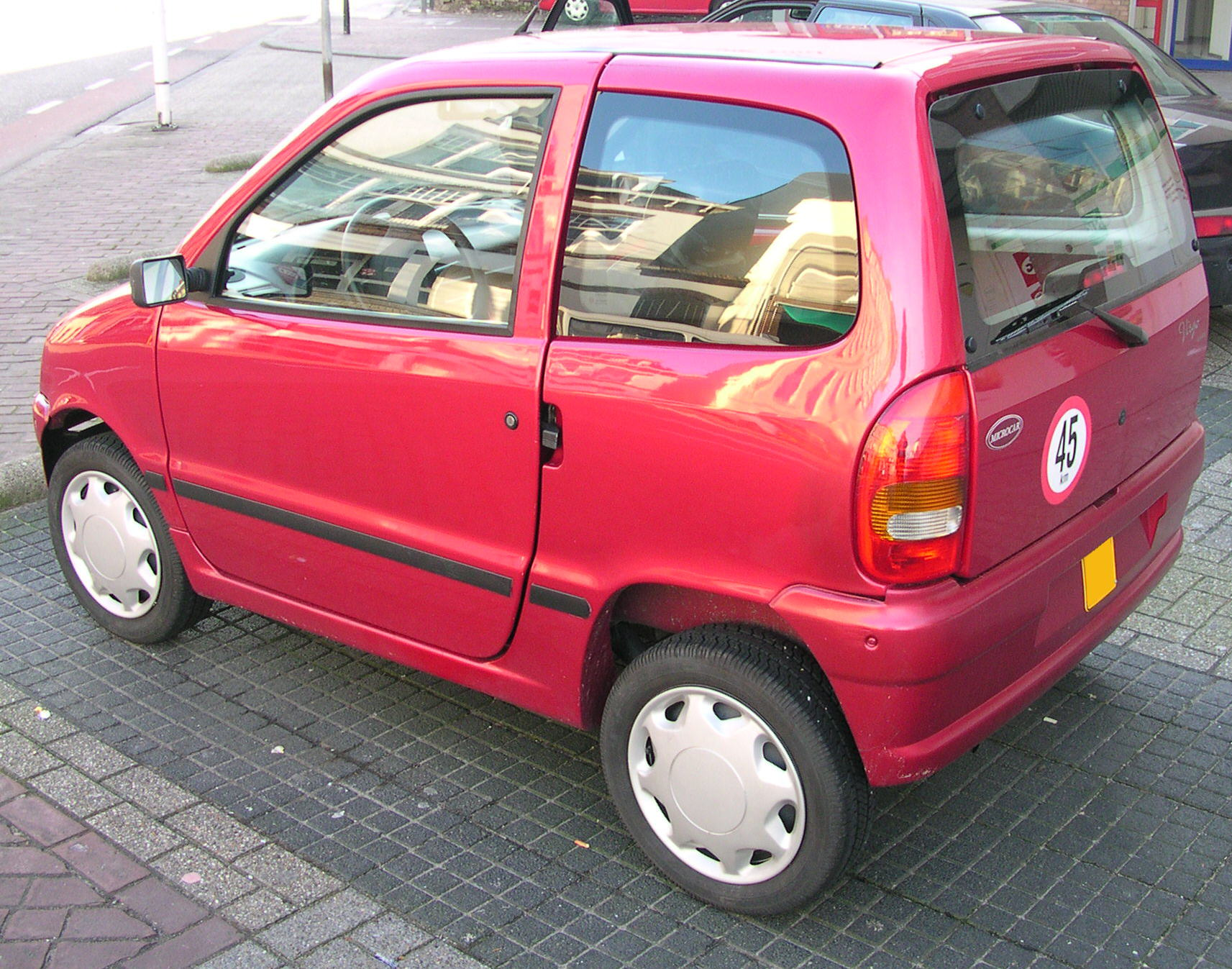
Virgo Heck
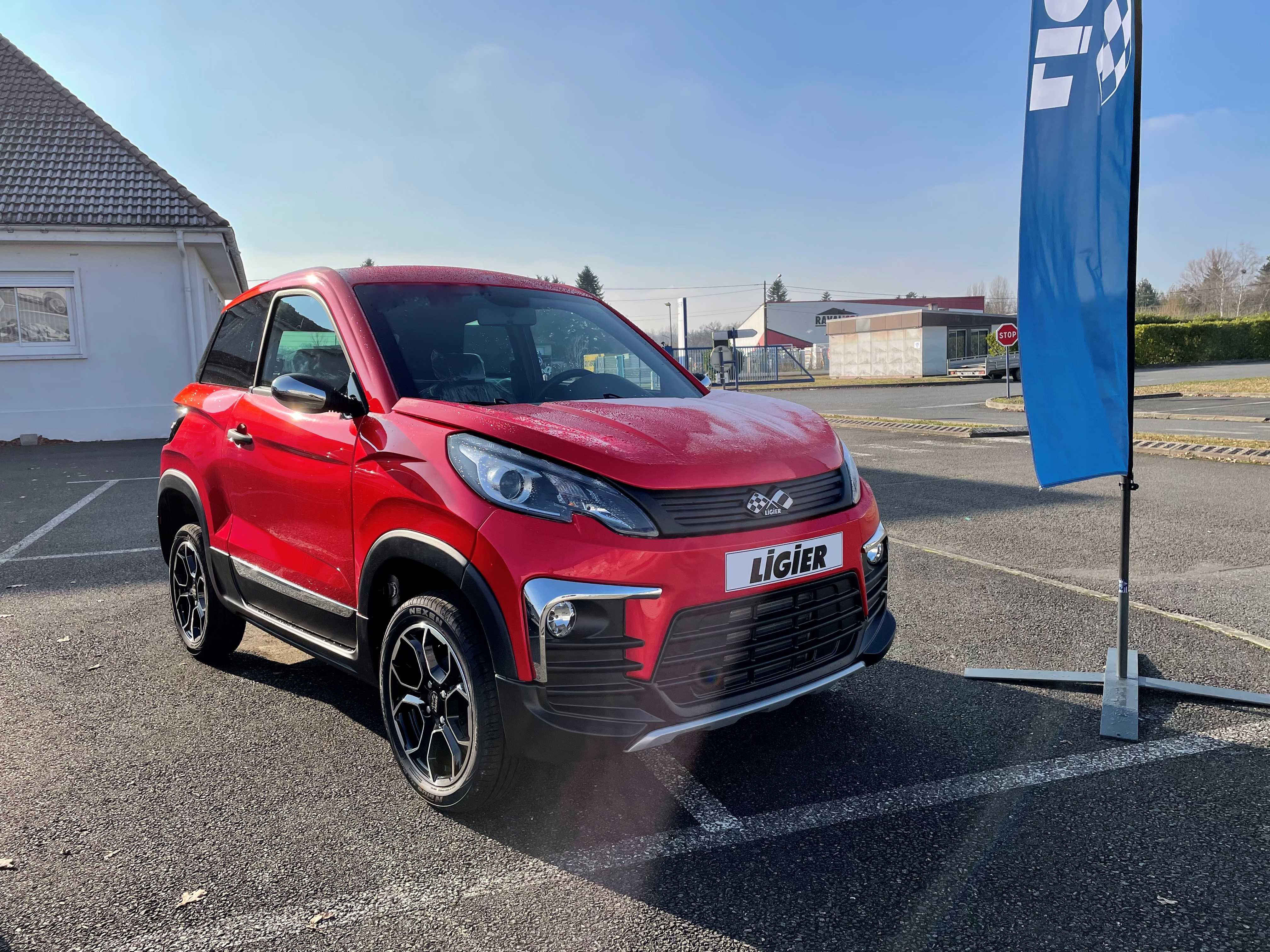
Ligier JS60